# 15 min
15 min (litauisch Penkiolika minučių) ist ein Nachrichtenportal, bis 2013 war auch eine Gratiszeitung, die AB dem 1. September 2005 in der litauischen Hauptstadt Vilnius, Kaunas oder in Klaipėda veröffentlicht wird. Bis zum 20. Januar 2012 wurde sie werktags als Tageszeitung gedruckt. Seitdem wird sie nur noch wöchentlich herausgegeben. Ab 2012 erschien die Wochenzeitung in neun Städten. Man fand die Zeitung im öffentlichen Verkehr, in Restaurants und in Cafés. Das Unternehmen UAB „15 min“ hat 140 Mitarbeiter (Mai 2025).
Neben der Zeitung entstand auch eine Webpräsenz unter dem Namen 15min.lt, die seit dem 7. August 2008 verfügbar ist. Seit 2010 gibt es Fernsehen „15min.tv“ (Translation per Internet). Im Jahre 2011 war 15min.lt die drittmeistbesuchte Website in Litauen.
Seit dem 14. Februar 2012 gibt es neben der litauischen zusätzlich auch eine englische und eine russische Webpräsenz von 15min.lt. Nach Angaben von Kulturministerium Litauens erreichte die Auflage 2011 58.906 Exemplare, freitags 95.000.

## Unternehmen
Am 10. November 2003 wurde das Unternehmen UAB 15 minučių gegründet. Es wurde am 28. Juni 2008 reorganisiert. Der Generaldirektor des Unternehmens war von 2010 bis 2011 Rytis Budrys, im Jahr 2014 Tomas Balžekas. Der Inhaber ist das estnische Medienunternehmen Eesti Meedia, das bis 2013 zu Schibsted gehörte. 2012 erreichte das Unternehmen einen Umsatz von einer Million Euro. 2014 beschloss die Eesti Meedia Group, das Tochterunternehmen Baltic Media Group 15min zu reorganisieren und es an die Mediengruppe Žurnalų leidybos grupė zu veräußern.